# Kayla Pedersen
Kayla Danielle Pedersen (ur. 14 kwietnia 1989 we Flint) – amerykańska koszykarka, występująca na pozycji silnej skrzydłowej, obecnie zawodniczka Dandenong Rangers.

## Osiągnięcia
Stan na 10 maja 2019, na podstawie, o ile nie zaznaczono inaczej.
NCAA
- Wicemistrzyni NCAA (2008, 2010)
- Uczestniczka NCAA Final Four (2008–2011)
- Mistrzyni:
  - turnieju konferencji P10 (2008–2011)
  - sezonu regularnego konferencji Pac-10 (2008–2011)
- MVP turnieju Pac-10 (2009)
- Najlepsza pierwszoroczna zawodniczka konferencji Pac-10 (2008)
- Zaliczona do:
  - I składu:
    - Pac-10 (2010, 2011)
    - najlepszych pierwszorocznych zawodniczek Pac-10 (2008)
    - turnieju Pac-10 (2009, 2010)

  - III składu Pac-10 (2008, 2009)
  - składu defensywnego honorable mention Pac-10 (2010)

Drużynowe
- Mistrzyni Słowacji (2012)
- Wicemistrzyni Włoch (2016)
- Zdobywczyni Pucharu Słowacji (2012)
- Finalistka:
  - Superpucharu Włoch (2014)
  - Pucharu Włoch (2017)

Indywidualne
(* – nagrody przyznane przez eurobasket.com, australianbasket.com)
- Defensywna zawodniczka roku WNBL (2018)
- Zaliczona do składu honorable mention ligi*:
  - włoskiej (2016, 2017)
  - australijskiej (2014, 2018)

Reprezentacja
- Mistrzyni:
  - uniwersjady (2009)
  - świata U–19 (2007)
  - Ameryki U–18 (2006)